# Championnats d'Europe de patinage artistique 1992
Navigation
Édition précédente Édition suivante
Les championnats d'Europe de patinage artistique 1992 ont lieu du 21 au 26 janvier 1992 à la patinoire de Malley de Lausanne en Suisse.

## Qualifications
Les patineurs sont éligibles à l'épreuve s'ils représentent une nation européenne membre de l'Union internationale de patinage (International Skating Union en anglais). Les fédérations nationales sélectionnent leurs patineurs en fonction de leurs propres critères.
Sur la base des résultats des championnats d'Europe 1991, l'Union internationale de patinage autorise chaque pays à avoir de une à trois inscriptions par discipline. Les inscriptions gagnées par l'Union soviétique l'année précédente sont transférées à la communauté des États indépendants.
| Entrées                                                    | Messieurs                                                | Dames                                                         | Couples                                     | Danse sur glace                          |
| ---------------------------------------------------------- | -------------------------------------------------------- | ------------------------------------------------------------- | ------------------------------------------- | ---------------------------------------- |
| 3                                                          | Communauté des États indépendants France Tchécoslovaquie | Allemagne France                                              | Allemagne Communauté des États indépendants | Communauté des États indépendants France |
| 2                                                          | Allemagne Royaume-Uni Suisse                             | Communauté des États indépendants Royaume-Uni Tchécoslovaquie | Pologne Royaume-Uni Suisse Tchécoslovaquie  | Finlande Hongrie Italie Tchécoslovaquie  |
| Les pays non listés dans ce tableau ont droit à une entrée |                                                          |                                                               |                                             |                                          |

## Podiums
| Épreuves                            | Or                                   | Argent                           | Bronze                               |
| ----------------------------------- | ------------------------------------ | -------------------------------- | ------------------------------------ |
| Messieurs résultats détaillés       | Petr Barna                           | Viktor Petrenko                  | Aleksey Urmanov                      |
| Dames résultats détaillés           | Surya Bonaly                         | Marina Kielmann                  | Patricia Neske                       |
| Couples résultats détaillés         | Natalia Mishkutenok / Artur Dmitriev | Elena Bechke / Denis Petrov      | Evgenia Shishkova / Vadim Naumov     |
| Danse sur glace résultats détaillés | Marina Klimova / Sergueï Ponomarenko | Maïa Oussova / Alexandre Jouline | Oksana Grichtchouk / Ievgueni Platov |

## Tableau des médailles
| Rang  | Nation                            | Or | Argent | Bronze | Total |
| ----- | --------------------------------- | -- | ------ | ------ | ----- |
| 1     | Communauté des États indépendants | 2  | 3      | 3      | 8     |
| 2     | France                            | 1  | 0      | 0      | 1     |
| 2     | Tchécoslovaquie                   | 1  | 0      | 0      | 1     |
| 4     | Allemagne                         | 0  | 1      | 1      | 2     |
| Total | Total                             | 4  | 4      | 4      | 12    |

## Détails des compétitions
Pour la saison 1991/1992, les calculs des points se font selon la méthode suivante :
- chez les Messieurs, les Dames et les Couples artistiques (0.5 point par place pour le programme court, 1 point par place pour le programme libre)
- en danse sur glace (0.4 point par place pour les deux danses imposées, 0.6 point par place pour la danse originale, 1 point par place pour la danse libre)

### Messieurs
| Rang                                        | Nom                    | Nation          | Points | Prog. court | Prog. libre |
| ------------------------------------------- | ---------------------- | --------------- | ------ | ----------- | ----------- |
| 1                                           | Petr Barna             | Tchécoslovaquie | 2.5    | 1           | 2           |
| 2                                           | Viktor Petrenko        | CEI             | 3.0    | 4           | 1           |
| 3                                           | Aleksey Urmanov        | CEI             | 4.5    | 3           | 3           |
| 4                                           | Vyacheslav Zahorodnyuk | CEI             | 5.0    | 2           | 4           |
| 5                                           | Grzegorz Filipowski    | Pologne         | 8.0    | 6           | 5           |
| 6                                           | Nicolas Pétorin        | France          | 8.5    | 5           | 6           |
| 7                                           | Steven Cousins         | Royaume-Uni     | 12.0   | 8           | 8           |
| 8                                           | Éric Millot            | France          | 12.5   | 11          | 7           |
| 9                                           | Konstantin Kostin      | Lettonie        | 15.0   | 12          | 9           |
| 10                                          | Henrik Walentin        | Danemark        | 16.0   | 10          | 11          |
| 11                                          | Ralph Burghart         | Autriche        | 16.5   | 13          | 10          |
| 12                                          | Ronny Winkler          | Allemagne       | 16.5   | 9           | 12          |
| 13                                          | Mirko Eichhorn         | Allemagne       | 16.5   | 7           | 13          |
| 14                                          | Oula Jääskeläinen      | Finlande        | 21.0   | 14          | 14          |
| 15                                          | Marius Negrea          | Roumanie        | 22.5   | 15          | 15          |
| 16                                          | John Martin            | Royaume-Uni     | 25.0   | 18          | 16          |
| 17                                          | Gilberto Viadana       | Italie          | 25.0   | 16          | 17          |
| 18                                          | Jan Erik Digernes      | Norvège         | 26.5   | 17          | 18          |
| 19                                          | Patrick Meier          | Suisse          | 29.5   | 21          | 19          |
| 20                                          | Jaroslav Suchý         | Tchécoslovaquie | 31.0   | 20          | 21          |
| 21                                          | Emanuele Ancorini      | Suède           | 31.5   | 23          | 20          |
| 22                                          | Alcuin Schulten        | Pays-Bas        | 32.5   | 19          | 23          |
| 23                                          | Jordi Lafarga          | Espagne         | 34.0   | 24          | 22          |
| 24                                          | Rastislav Vnučko       | Tchécoslovaquie | 35.0   | 22          | 24          |
| Patineurs éliminés après le programme court |                        |                 |        |             |             |
| 25                                          | Balázs Grenczer        | Hongrie         |        | 25          | NC          |
| 26                                          | Ivan Dinev             | Bulgarie        |        | 26          | NC          |

### Dames
| Rang | Nom                | Nation          | Points | Prog. court | Prog. libre |
| ---- | ------------------ | --------------- | ------ | ----------- | ----------- |
| 1    | Surya Bonaly       | France          | 1.5    | 1           | 1           |
| 2    | Marina Kielmann    | Allemagne       | 4.5    | 5           | 2           |
| 3    | Patricia Neske     | Allemagne       | 5.0    | 4           | 3           |
| 4    | Simone Lang        | Allemagne       | 5.0    | 2           | 4           |
| 5    | Lenka Kulovaná     | Tchécoslovaquie | 7.5    | 3           | 6           |
| 6    | Laëtitia Hubert    | France          | 9.0    | 8           | 5           |
| 7    | Marie-Pierre Leray | France          | 10.5   | 7           | 7           |
| 8    | Yulia Vorobieva    | CEI             | 14.5   | 13          | 8           |
| 9    | Joanne Conway      | Royaume-Uni     | 14.5   | 9           | 10          |
| 10   | Zuzanna Szwed      | Pologne         | 15.0   | 12          | 9           |
| 11   | Alice Sue Claeys   | Belgique        | 16.0   | 10          | 11          |
| 12   | Charlene von Saher | Royaume-Uni     | 19.5   | 15          | 12          |
| 13   | Nathalie Krieg     | Suisse          | 19.5   | 11          | 14          |
| 14   | Tatiana Rachkova   | CEI             | 20.0   | 6           | 17          |
| 15   | Irena Zemanová     | Tchécoslovaquie | 21.5   | 17          | 13          |
| 16   | Krisztina Czakó    | Hongrie         | 22.0   | 14          | 15          |
| 17   | Anisette Torp-Lind | Danemark        | 25.0   | 18          | 16          |
| 18   | Helene Persson     | Suède           | 27.5   | 19          | 18          |
| 19   | Viktoria Dimitrova | Bulgarie        | 29.5   | 21          | 19          |
| 20   | Alma Lepina        | Lettonie        | 30.0   | 16          | 22          |
| 21   | Mila Kajas         | Finlande        | 31.0   | 22          | 20          |
| 22   | Marion Krijgsman   | Pays-Bas        | 32.5   | 23          | 21          |
| 23   | Mojca Kopac        | Slovénie        | 34.0   | 20          | 24          |
| 24   | Olga Vassiljeva    | Estonie         | 35.0   | 24          | 23          |

### Couples
| Rang | Nom                                  | Nation          | Points | Prog. court | Prog. libre |
| ---- | ------------------------------------ | --------------- | ------ | ----------- | ----------- |
| 1    | Natalia Mishkutenok / Artur Dmitriev | CEI             | 2.0    | 2           | 1           |
| 2    | Elena Bechke / Denis Petrov          | CEI             | 2.5    | 1           | 2           |
| 3    | Evgenia Shishkova / Vadim Naumov     | CEI             | 5.0    | 4           | 3           |
| 4    | Radka Kovaříková / René Novotný      | Tchécoslovaquie | 5.5    | 3           | 4           |
| 5    | Peggy Schwarz / Alexander König      | Allemagne       | 8.0    | 6           | 5           |
| 6    | Mandy Wötzel / Axel Rauschenbach     | Allemagne       | 8.5    | 5           | 6           |
| 7    | Anuschka Gläser / Stefan Pfengle     | Allemagne       | 10.5   | 7           | 7           |
| 8    | Leslie Monod / Cédric Monod          | Suisse          | 12.5   | 9           | 8           |
| 9    | Cheryl Peake / Andrew Naylor         | Royaume-Uni     | 13.0   | 8           | 9           |
| 10   | Beata Zielińska / Mariusz Siudek     | Pologne         | 15.0   | 10          | 10          |
| 11   | Anna Tabacchi / Massimino Salvade    | Italie          | 16.5   | 11          | 11          |
| 12   | Line Haddad / Sylvain Privé          | France          | 18.0   | 12          | 12          |
| 13   | Kathryn Pritchard / Jason Briggs     | Royaume-Uni     | 19.5   | 13          | 13          |

### Danse sur glace
| Rang | Nom                                             | Nation          | Points | Danse imposée 1 | Danse imposée 2 | Danse originale | Danse libre |
| ---- | ----------------------------------------------- | --------------- | ------ | --------------- | --------------- | --------------- | ----------- |
| 1    | Marina Klimova / Sergueï Ponomarenko            | CEI             | 2.0    | 1               | 1               | 1               | 1           |
| 2    | Maïa Oussova / Alexandre Jouline                | CEI             | 4.0    | 2               | 2               | 2               | 2           |
| 3    | Oksana Grichtchouk / Ievgueni Platov            | CEI             | 6.0    | 3               | 3               | 3               | 3           |
| 4    | Stefania Calegari / Pasquale Camerlengo         | Italie          | 8.2    | 5               | 4               | 4               | 4           |
| 5    | Klara Engi / Attila Toth                        | Hongrie         | 9.8    | 4               | 5               | 5               | 5           |
| 6    | Susanna Rahkamo / Petri Kokko                   | Finlande        | 12.0   | 6               | 6               | 6               | 6           |
| 7    | Dominique Yvon / Frédéric Palluel               | France          | 14.0   | 7               | 7               | 7               | 7           |
| 8    | Sophie Moniotte / Pascal Lavanchy               | France          | 16.0   | 8               | 8               | 8               | 8           |
| 9    | Kateřina Mrázová / Martin Šimeček               | Tchécoslovaquie | 18.0   | 9               | 9               | 9               | 9           |
| 10   | Jennifer Goolsbee / Hendryk Schamberger         | Allemagne       | 20.4   | 12              | 10              | 10              | 10          |
| 11   | Anna Croci / Luca Mantovani                     | Italie          | 22.0   | 11              | 11              | 11              | 11          |
| 12   | Marina Morel / Gwendal Peizerat                 | France          | 23.6   | 10              | 12              | 12              | 12          |
| 13   | Regina Woodward / Csaba Szentpétery             | Hongrie         | 26.0   | 13              | 13              | 13              | 13          |
| 14   | Radmila Chroboková / Milan Brzy                 | Tchécoslovaquie | 28.6   | 16              | 15              | 14              | 14          |
| 15   | Margarita Drobiazko / Povilas Vanagas           | Lituanie        | 30.2   | 14              | 14              | 16              | 15          |
| 16   | Valérie Le Tensorer / Jörg Kienzle              | Suisse          | 31.8   | 17              | 17              | 15              | 16          |
| 17   | Melanie Bruce / Andrew Place                    | Royaume-Uni     | 33.2   | 15              | 15              | 17              | 17          |
| 18   | Albena Denkova / Hristo Nikolov                 | Bulgarie        | 36.0   | 18              | 18              | 18              | 18          |
| 19   | Agnieszka Domańska / Marcin Głowacki            | Pologne         | 38.6   | 19              | 19              | 20              | 19          |
| 20   | Daria-Larissa Maritczak / Ihor-Andrij Maritczak | Autriche        | 39.6   | 20              | 21              | 19              | 20          |
| 21   | Katri Uski / Juha Sasi                          | Finlande        | 41.8   | 21              | 20              | 21              | 21          |